# Jeumont-Schneider
Jeumont-Schneider était une entreprise française créée en 1964 par l'apport des activités de ses deux actionnaires, tous deux appartenant au groupe Empain, dans plusieurs domaines: construction électromécanique, électrique, électronique et nucléaire, afin de répondre à des contrats de mise en oeuvre générale pour la construction de grands sites industriels, en particulier des combinats sidérurgiques intégrés et des centrales nucléaires, dont le siège social se situait à Puteaux, près de Paris.
Grâce à cette fusion et à plusieurs contrats peu après le groupe avait acquis une position leader en automatisation industrielle.

## Historique

### Situation avant la création
En 1929, l'achat à Westinghouse d'une première licence, pour la construction de matériel électrique, se traduit par la création d'une filiale de Schneider, « Le Matériel Électrique Schneider-Westinghouse ».
Une des composantes de JS à sa fondation en 1964 est ainsi l'établissement Schneider-Westinghouse de Puteaux, le premier à utiliser et populariser le recours à la CAB500, première machine de calcul scientifique et statistiques ne nécessitant aucun aménagement spécial et permettant fonctionner en mode interactif via une machine à écrire télétype, après sa création par Alice Recoque en février 1961, car soixante exemplaires étaient « en exploitation en septembre 1962 ». La diffusion était effectuée par la Sepsea, créée en 1961, comme filiale de Schneider et SEA, dont l'un des paris fut ensuite l'investissement dans l'automatisme industriel.

### Création par le groupe Empain
En 1963, les successeurs de Schneider « peu compétents en matière de stratégie industrielle » et divisés ont appelé l'oncle du baron Empain « à la rescousse » pour arbitrer
leurs conflits. Appartenant au Groupe Empain-Schneider, JS a été créée l'année suivante, en 1964, pour réunir deux firmes anciennes et connues : Les Forges et ateliers de constructions électriques de Jeumont (groupe Empain) et Le Matériel Électrique Schneider-Westinghouse (groupe Schneider). Toutes deux avaient participé activement, dès la fin du XIXe siècle, aux premières électrifications du réseau français. Les débuts de l’activité électrique de Schneider et Cie remontent à cette époque, avec d’abord pour mission d’aider deux autres secteurs, locomotives et constructions navales et amènent la société à disposer d’une chaîne de production intégrée, incluant de nouveaux ateliers qui fabriquent les appareils électriques qui équipent les navires de guerre, au début souvent sans mener un effort de recherche  soutenu dans le domaine électrique, préférant travailler sous licence Ganz, de Budapest.

### Contrats dans les combinats sidérurgiques intégrés et les centrales nucléaires

#### Sidérurgie
Jeumont-Schneider pilote la construction et la mise en service du laminoir automatisé de tôles de grandes dimensions du l'aciérie géante de Galați, érigée dans le Delta du Danube en Roumanie, permettant à cette dernière de devenir exportatrice de tôles, produit dont la conjoncture internationale est alors très bonne.
Le laminoir automatisé doit être terminé fin 1965 et mis en marche dès le début de 1966, avec la participation de quelque 60 ingénieurs et techniciens français et anglais, dont le nombre doit être porté à cent, et « des milliers d'ouvriers roumains ».
Ce laminoir doit être automatisé à 100% deux ans après le début de sa mise en marche. Jeumont-Schneider assure l'engineering et la fourniture de technologies, et « a conçu et réalisé les cerveaux électroniques, au nombre de trois, qui assureront l'automatisation des laminoirs », le constructeur informatique Bull « fournissant les lecteurs de cartes perforées qui leur sont associés », précise la presse en août 1965.

#### Centrales nucléaires
Jeumont-Schneider a eu aussi un rôle important dans la construction et la mise en service de la première centrale nucléaire de Chooz (Ardennes), automatisée dès l'époque de sa construction, et qui sera trente ans après la première à être pilotée par un système de contrôle-commande entièrement informatisé, « unique au monde » et utilisant près de 2 millions de lignes de programme en langage ADA, les panneaux de signaux et voyants divers, cède la place aux écrans d'ordinateurs.
En décrochant ce contrat franco-belge de technique nucléaire eau légère, Jeumont-Schneider avait gagné 10 ans sur ses concurrents, EDF décidant dès 1966, quatre ans après le début de la construction en janvier 1962 et avant l'entrée en service  d'octobre 1966,, d'une deuxième centrale, 3 fois plus grosse que Chooz, à Tihange, se calant sur la même technologie, les crédits du nucléaire progressant de 40% entre 1966 et 1970 face un doublement de la consommation d'électricité tous les 9 ans puis de faire culminer le processus d'automatisation au barrage de Grandmaison, et en 1989 de remplacer l'automatisation par informatisation avec la valorisation à Chooz du simulateur S3C, de la centrale du Bugey.
Deux ans après une première tentative en 1968-1969, la CGE ambitionne toujours et depuis longtemps d'annexer Jeumont-Schneider, qui participe, via la Société des forges et aciéries du Creusot, à l'appel d'offres  pour la construction de la chaudière nucléaire de la centrale de Fessenheim, la CGE étant aussi candidate au contrat. L'opérateur électrique EDF et le gouvernement se trouvent alors en opposition. Le premier « souhaite pour les commandes à venir, comme pour celle de Fessenheim », pouvoir être en présence de deux concurrents mais le gouvernement, de son côté, a manifesté depuis longtemps l'intérêt qu'il portait à la constitution d'un grand groupe industriel français autour de la CGE.

### Création de la CERCI, pour les systèmes en temps réel
Le groupe Schneider est entré dans l'informatique bien avant de créer Jeumont-Schneider par le renommage de sa filiale Le Matériel SW en 1964. Il s'y est intéressé dès 1959, en acceptant de participer au financement de la SEA en difficulté. Pour « une action plus tournée vers les services », Schneider fonde aussi, dès juin 1962, la CERCI, société qui travaille sur des projets divers, comme celui en 1965, encore lointain, de Métro de Caracas, des systèmes d'automatisation de centrales hydroélectriques pour EDF, ou sur des système de capteurs météo en Suède  et plus tard sur l’informatisation de la presse pour remplacer les linotypes et monotypes par l’informatique.
La CERCI fonde le 17 janvier 1966 une « association sans profit » dénommée Institut de formation et recyclage en mathématiques, traitement de l’information et contrôle automatique
(INFORMATICA) dont l’objectif général est l’amélioration de l’utilisation de
l’automatisme dans l’industrie.
La CERCI « va grossir jusqu'en 1967 », année où lui est confié le département d'automatismes industriels et de calculateurs de process control de JS, vendus aussi sous licence Westinghouse, avec un logiciel d'application associé, JS étant à la même époque pas inclus dans la création de la CII, même si la CERCI fait partie de la nébuleuse de nombreux fournisseurs de l'Etat français concernés par les réflexions du Plan Calcul annoncé fin 1966.
Parmi ses produits, un petit calculateur d'automatisme, le PSP 77, suivi du PSP 100, doté d'un tambour SEA.
Elle est présidée de 1966 à 1969 par Bernard Kuhn de Chizelle, qui avait été directeur général de Gaz de France de 1959 à 1964, puis patron de la société grenobloise Bouchayer-Viallet-Schneider. Après 1967, la CERCI n'est pas inclut dans le Plan Calcul et ainsi voit ses ventes revenir à 5 millions de francs par an, en s'appuyant sur des calculateurs Télémécanique, DEC ou Micral.
La CERCI réalise cependant vers 1971 le Reseda (restitution d'enregistreurs de données d'accident pour l'aviation), mais aussi système de contrôle industriel à base de mini-ordinateur Mitra 15, machine microprogrammée puissante pour l'époque, finalisée par la chercheuse Alice Recoque, travaillant pour la CII, qui l'industrialise comme calculateur temps réel.
Dans une tribune du 20 septembre 1973, son directeur Philippe Sahut d'Izarn analyse que les techniques de temps partagé, efficacement utilisées grâce à des terminaux passifs, n'ont cependant pas réellement permis de diffuser l'informatique dans le public et milite pour l'implantation de grands systèmes à points d'accès nombreux car le frein principal est dans l'organe d'entrée nécessaire pour saisir l'information, le succès de la carte magnétique ne suffisant plus. Maurice Cancelonni, son président depuis 1973, en remplacement de Jean Kaufmant, dirige aussi la SGTE et pilote avec cette double casquette le projet de Métro de Caracas qui prend forme en mai 1978 avec une forte dimension applicative de la Cerci pour le contrôle des trains par la communication, avec pilotage automatique et signalisation, via un système informatique de gestion et de simulation, comprenant un ordinateur central situé au poste de commandes centralisées et une liaison téléphonique automatisée, dopant l'offre menée par groupe Empain-Schneider, qui décroche une grande commande d'un milliard de francs et gagne l'appel d'offres de janvier 1976. Il a ouvert la voie au véhicule automatique léger (VAL), premier métro urbain intégralement automatique au monde, ouvert en 1983 pour le nouveau métro de Lille, issu des recherches combinées de l'Université Lille-I, de l'IDN et du brevet d'automatismes d’un système sans conducteur déposé le 31 juillet 1971 par le professeur Robert Gabillard, qui s'est exporté à Toulouse, Rennes, Turin, Uijeongbu, Taipei ou dans les aéroports de Paris ou Chicago.
Dans les années 1970, la Cerci est la « première société européenne en informatique industrielle » et "l'une des premières firmes européenne d'ingénierie en informatique et automatique en 1981, avec 500 collaborateurs à Paris, Grenoble, Lyon et Lille, le rapport Nora-Minc, commandé le 20 décembre 1976 et rendu en janvier 1978, prévoyant une automatisation plus rapide des entreprises industrielles.
Quand Thomson décide en fin de décennie de ne pas s'investir dans le Solar et rapatrier de Grenoble à Paris toutes les activités de recherche et développement de sa filiale SEMS, des ingénieurs la quittent et rejoignent des petites sociétés comme Cerci, qui développe avec le CNAM pour Peugeot, un multicalculateur à haute disponibilité pour la conduite d’un atelier mécanique". Le professeur au CNAM Stéphane Natkin y a travaillé sur des évaluations prévisionnelles de la sûreté, pour les systèmes de l’avionique ou du tunnel sous la Manche et surtout les systèmes doublés dans des réacteurs nucléaires. Dans ce secteur la Cerci codéveloppe un calculateur de supervision présentant à l'opérateur des organigrammes de diagnostic d'incident, avec des automates numériques réduisant le nombre de liaisons fil à fil grâce au partenaire Sintra, société de radars créée en 1948 avec des personnels du Laboratoire radioélectrique et le financier d'origine grecque Heraclios Fyssenzidis, qui s'est suicidé en 1967, entrainant la dispersion de ses cadres.
Après la faillite de Creusot-Loire en 1982, la CERCI est absorbée en 1986 par Sema-Metra,, une des plus anciennes sociétés de services en informatique, fondée en 1958 et désireuse "d'élargir son domaine de compétence".

### Jeumont Schneider en Mai 68
En France, les sites de Jeumont Schneider voient l'agitation de Mai 68 les gagner et certains sont occupés par les salariés jour et nuit. 'après-midi du vendredi 17 mai, dans les ateliers de la Plaine Saint-Denis, il se chuchote que les syndicats « sont en train de mijoter quelque chose devant la montée de la vague », alors qu'à l'usine d'antibiotique voisine de la SIFA le drapeau rouge flotte au-dessus d'innombrables affiches appelant à la grève illimitée « pour que le travail fasse partie de la vie et non de la destruction de la vie ». Environ 500 personnes dont une majorité d'ouvriers en bleu mais aussi quelques blouses blanches participent à une assemblée où il est proposé au comité de grève par de jeunes membres de la CFDT, sans succès, d'inviter les étudiants de l’UNEF à venir « informer de leur mouvement ».

### Tentative d'acquisition par le groupe américain Westinghouse
La Société d'Electronique et d'Automatisme (SEA) avait signé un accord avec Jeumont-Schneider pour réaliser en coopérant une unité de production du mini-ordinateur CAB 500 dans l'usine Jeumont-Schneider de Puteaux. L'Américain Westinghouse veut un peu plus tard, en 1968-1969, profiter des succès de JS dans les grands contrats d'automatisation et acheter les 61 % du capital détenus par la famille belge Empain, ce à quoi le gouvernement français s'opposera, EDF écartant aussi, pour sa part, la candidature de la CGE. Jeumont-Schneider, avec 650 millions de chiffre d'affaires est alors en 1969 le troisième constructeur français de turbo-alternateurs. Toujours contrôlé par les Belges du groupe Empain, il a ainsi noué au cours de l'été de 1968 des conversations avec un de ses actionnaires, le groupe américain Westinghouse, dont elle exploite les licences depuis une trentaine d'années, pour « esquisser le schéma d'un rapprochement éventuel », qui deviendre un projet d'acquisition auquel s'est opposé le ministère de l'industrie français, le gouvernement belge étant aussi concerné en raison du rôle joué par JS dans la constructrion de la centrale nucléaire de Chooz, à la frontière des deux pays. Se déroule ainsi « une des plus grandes batailles industrielles et financières de ce siècle », achevée en décembre 1969 et qui aura duré treize mois.
Le schéma a été négocié en vue d'un rapprochement technique plus marqué" entre JS et Westinghouse, dont la technique est "l'une des plus avancées dans le domaine des gros matériels électromécaniques" et il a été décidé de négocier sous la pression d'une tendance qui s'accélère « la constitution rapide de groupes puissants » dans le secteur avec en Grande-Bretagne la fusion de General Electric et d'English Electric Company, ou en Allemagne le rapprochement AEG-Siemens. Georges Glasser, président du Syndicat général de la construction électrique et président du groupe Alsthom, utiliseur lui de « nombre de techniques de General Electric », avait fait part au gouvernement de ses réticences . Le gouvernement s'opposera ainsi à ce projet, mais, à la demande d'EDF, écartera aussi la candidature de la CGE, qui avait son propre schéma de rapprochement et d'acquisition de Jeumont-Schneider.
La CGE a obtenu peu avant la participation de Thomson dans Alsthom, lui permettant d'accéder à la taille mondiale avec 8,5 milliards de chiffre d'affaires, même si Alsthom (900 millions de chiffre d'affaires), pour chaque type de matériel, est trois ou quatre fois plus petit que ses concurrents. Le gouvernement français est alors soupçonné d'avoir « orchestré des manoeuvres » pour le compte de la CGE, dans la finalité cachée d'isoler Jeumont-Schneider en faisant effectuer pour le compte d'Alsthom, par la banque Paribas, « de persistants achats en Bourse » d'actions de Rateau, un fabricant de turbines, afin de le placer dans l'orbite d'Alsthom, ou de faire diminuer les commandes d'EDF à Jeumont, afin d'inquiéter les créanciers de Jeumont, faisant « perdre de sa valeur » à ce dernier.

### Réseau WDPF, devenu Ovation
Jeumont- Schneider et son actionnaire minoritaire américain vont dans les années 1970 développer le réseau WDPF, qui prendra ce nom en 1992 puis celui d'Ovation  et sera actualisé plusieurs fois avec la technologie « Westnet »,, pour les processus continus, « les premiers à être automatisés et à innover  dans l'automatique et l'informatique industrielle, le réseau permettant d'interconnecter et « rapatrier à moindre coût de câblage les informations nécessaires » aux salles de commande, en provenance notamment des  régulateurs numériques et  automates programmables ». Dans la foulée, Westingouse a racheté en 1980 la marque de robots Puma (Programmable Universal Machine for Assembly) au spécialiste américains de l'automatisation Unimate.

### Années 1980
En 1982, Schneider fait partie des 10 groupes dont le chiffre d'affaires cumulé, en France et à l'étranger, « était d'environ 700 milliards de francs », près du « tiers de l'activité industrielle française ». Plus tard dans la décennie et après la disparition de Creusot-Loire, au sein de Schneider, les trois grandes entreprises constituantes, Jeumont-Schneider, Merlin Gerin et Spie-Batignolles, « ont encore une assez grande autonomie de développement ».
Au début de la décennie, Jeumont-Schneider annonce des investissements de 100 millions de francs en trois ans visant à porter le chiffre d'affaires dans la bureautique, nouveau secteur d'activité, à un milliard de francs d'ici 1987, avec une part de marché de 50% en France. JS prend à cette occasion 10 % à 20%, selon les sources, du capital de Microfive, petite société américaine fabricant des « micro-ordinateurs professionnels à logiciel avancé », afin de devenir « un constructeur ensemblier de systèmes bureautiques par un déplacement progressif de la téléphonie vers la bureautique ».

### Cession des activités ferroviaires à Alstom en 1987
En 1987, les activités ferroviaires de Jeumont-Schneider (traction, ateliers du Creusot, filiales MTE et Carel Fouché Industries) sont acquises par le groupe Alsthom. En 1993, les activités de Jeumont-Schneider dans le domaine nucléaire sont reprises par Framatome. Renommée successivement Jeumont Industrie puis Areva Jeumont Industrie, la société est reprise par Altawest en 2007 et devient Jeumont Electric. En 2024, la société Jeumont Electric est reprise par Naval Group et Framatome.

## Sites français
Les ateliers étaient situés sur le site de Champagne-sur-Seine, en Seine-et-Marne et principalement sur le site de Jeumont dans le département du Nord.
Parmi les sites français, également deux autres, en région parisienne, à la Plaine Saint-Denis et à Levallois-Perret.

## Activités
Les domaines d'activité de Jeumont-Schneider étaient très étendus. Ils concernaient notamment :
- la construction électrique et électromécanique dans la gamme des matériels moyens et lourds ; poste d'aiguillages SNCF
- la distribution et le transport de l'énergie électrique ;
- les équipements d'électronique industrielle, de contrôle, commande, régulation ; signaux ferroviaires ;
- les installations d'ensembles « clé en main » dans les secteurs de la métallurgie et de la sidérurgie, des chemins de fer et métros, de la marine, de la recherche pétrolière, des stations de pompage et d'épuration des eaux, de la ventilation et du dépoussiérage industriel ;
- la transmission et le traitement de l'information : autocommutateurs téléphoniques, télécommande, télécontrôle des réseaux d'énergie électrique, calculateurs industriels ;
- les équipements pour l'énergie nucléaire et les énergies nouvelles.

## Réalisations

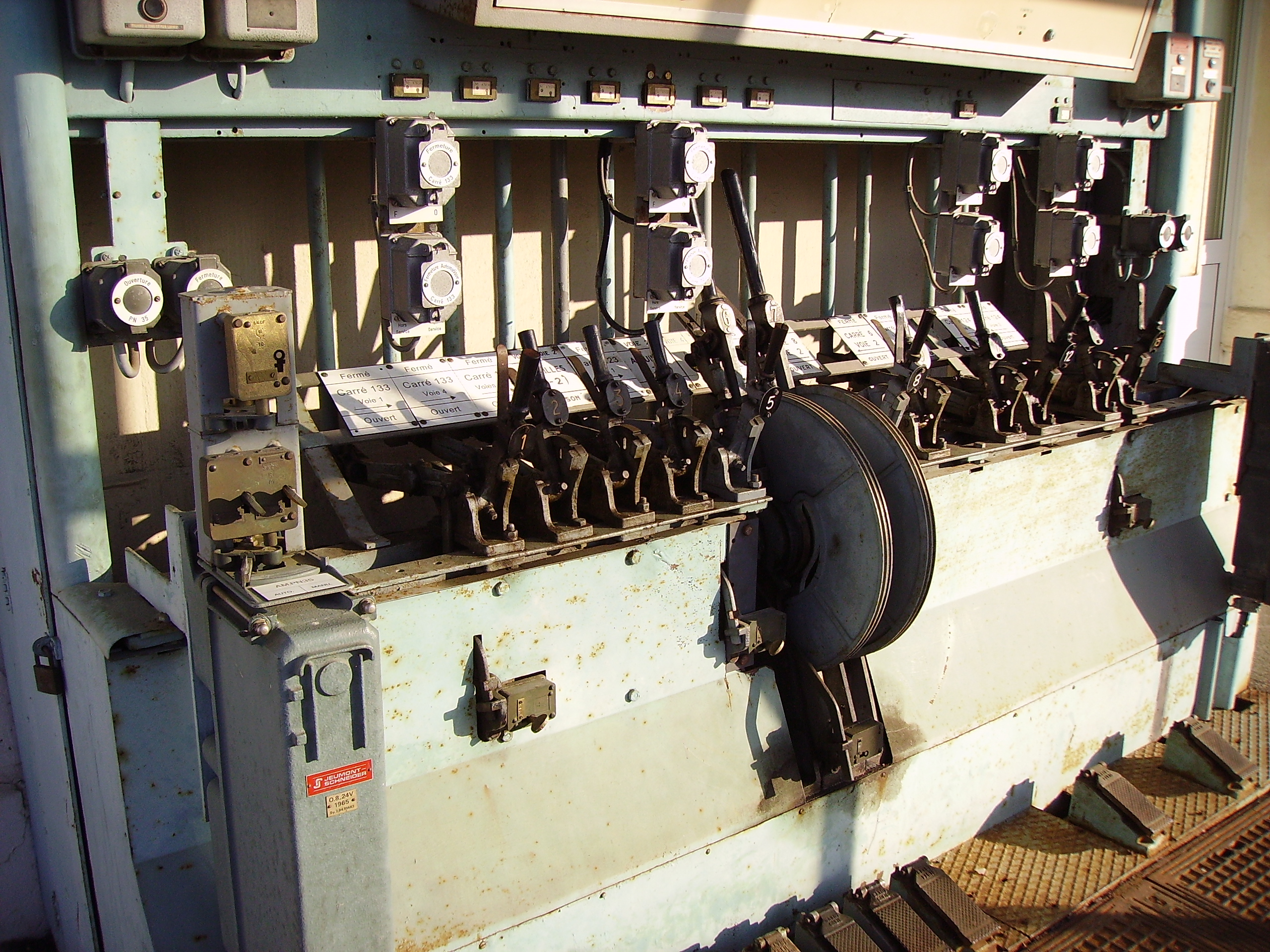
Poste d'aiguillage manuel Jeumont-Schneider.

La société Jeumont-Schneider a participé à d'importantes réalisations dans plusieurs pays du monde :
- construction de la BB 9004, détentrice du record de vitesse sur rail à 331 km/h le 29 mars 1955 [48];
- équipements de signalisation au sol et de pilotage automatique embarqué du métro de Marseille avec la technologie basée sur la variation de l'impulsion du circuit de voie à impulsions de tension élevée (ITE) ;
- équipements des métros de Mexico, de Caracas, de São Paulo, de Santiago du Chili, de Montréal, de Rio de Janeiro, du Caire, etc. ;

TGV circulant dans le quartier des Etats-Unis pour rejoindre l'usine Jeumont-Schneider de Monplaisir à Lyon

- TGV circulant dans le quartier des Etats-Unis pour rejoindre l'usine Jeumont-Schneider de Monplaisir à Lyonéquipements du TGV Paris Sud-Est (record mondial de vitesse sur rail, 380 km/h le 26 février 1981) ;
- équipements des stators des alternateurs de la centrale hydroélectrique de Tucurui au Brésil, l'une des plus grandes du monde ;
- équipements électriques d'unités de production métallurgiques en Irak, en Corée du Sud, au Brésil ;
- construction de matériels pour les centrales nucléaires du contrat-programme EDF et pour les surrégénérateurs Superphénix, et beaucoup d'autres.